# جنوب شرق إفريقيا

خريطة جنوب شرق أفريقيا

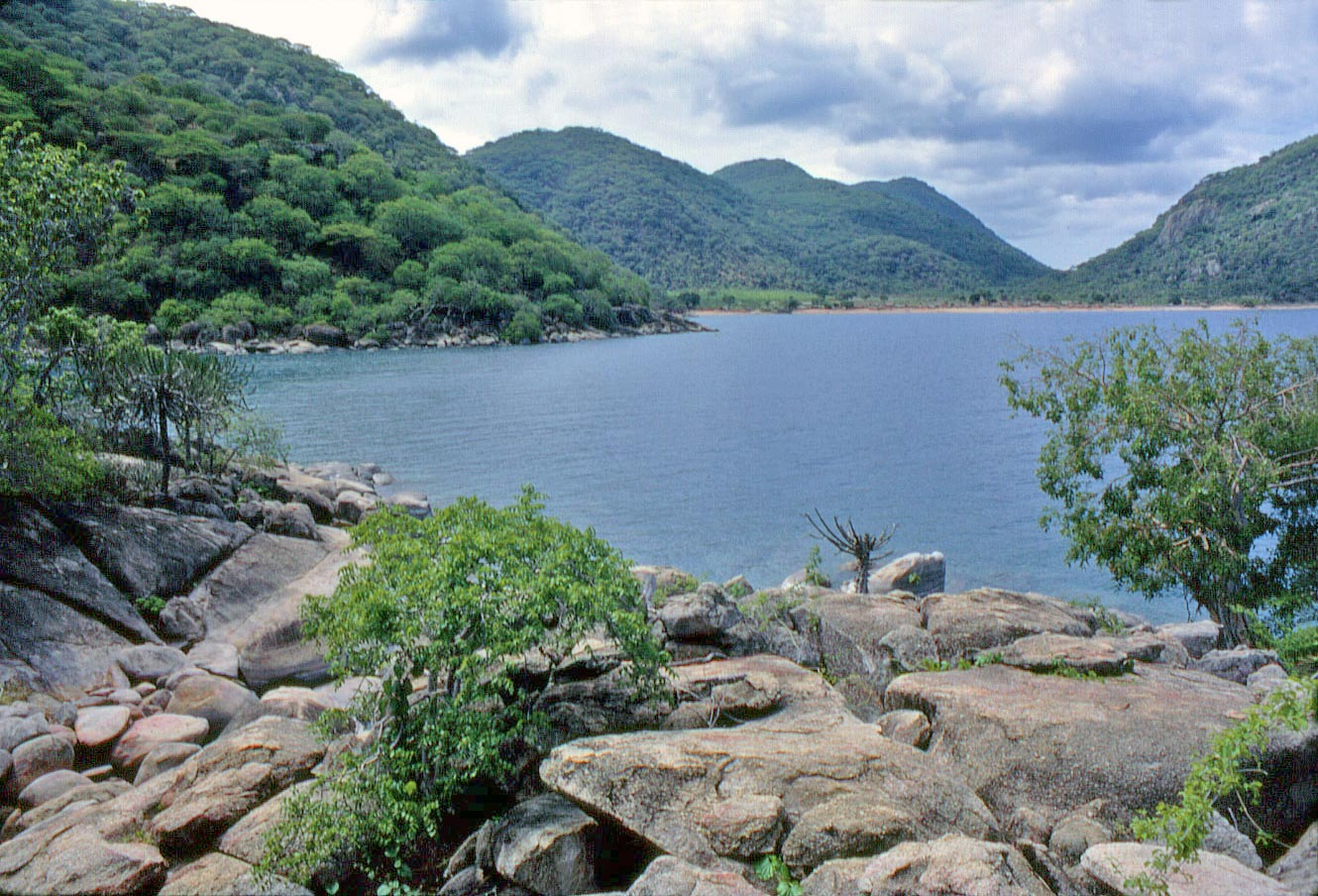
بحيرة ملاوي في عام 1967

جنوب شرق إفريقيا، هي منطقة إفريقية تقع في منطقة وسط بين شرق أفريقيا وجنوب القارة الأفريقية وتضم دول بوتسوانا ، إسواتيني ، كينيا ، ليسوتو ، ملاوي ، موزمبيق ، ناميبيا ، رواندا ، جنوب أفريقيا ، تنزانيا (زنجبار) ، أوغندا ، زامبيا وزيمبابوي في البر الرئيسي، وتضم أيضًا الدول الجزرية مثل مدغشقر وموريشيوس وجزر القمر وسيشيل.

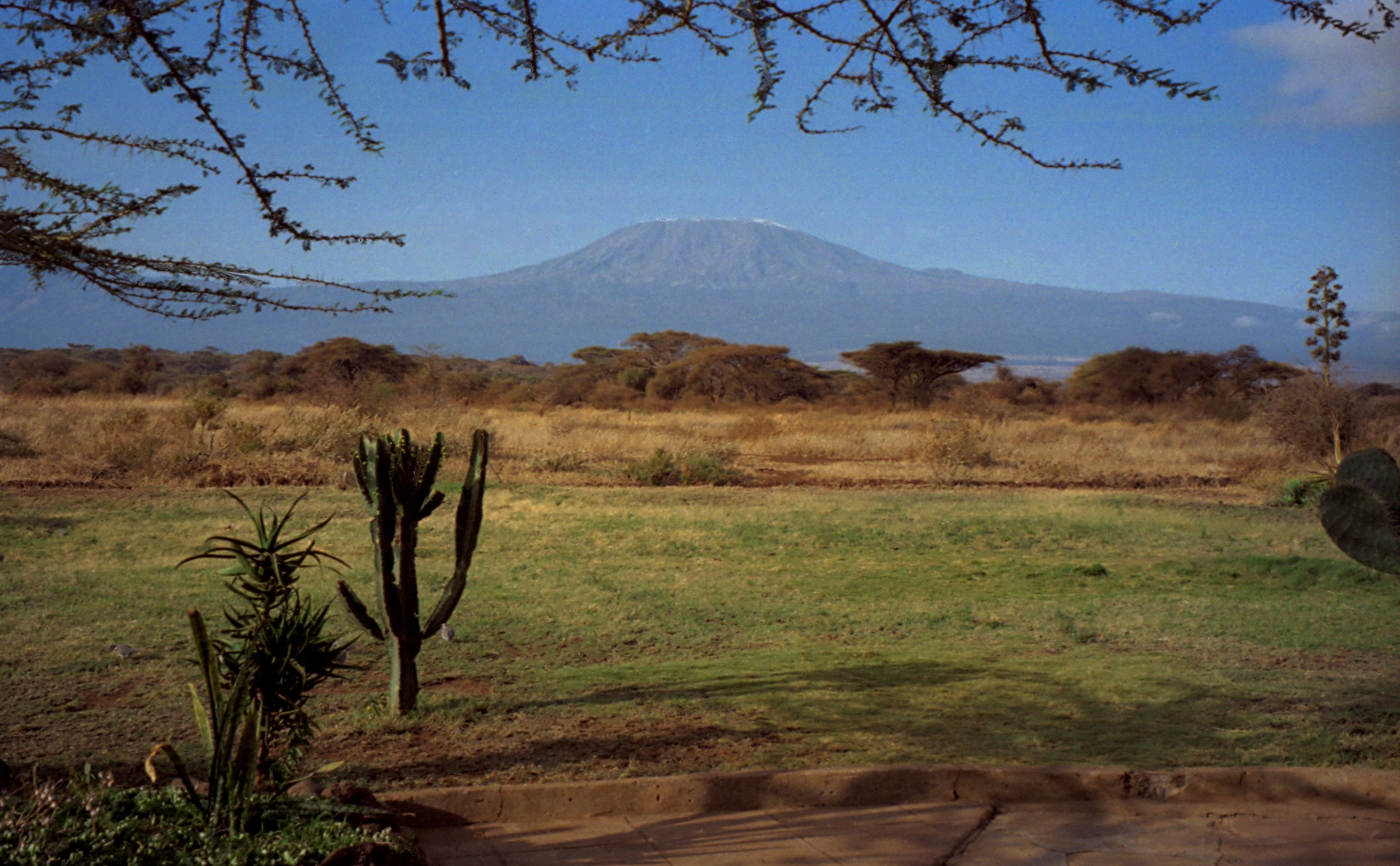
جبل كليمنجارو ، أعلى جبل في أفريقيا

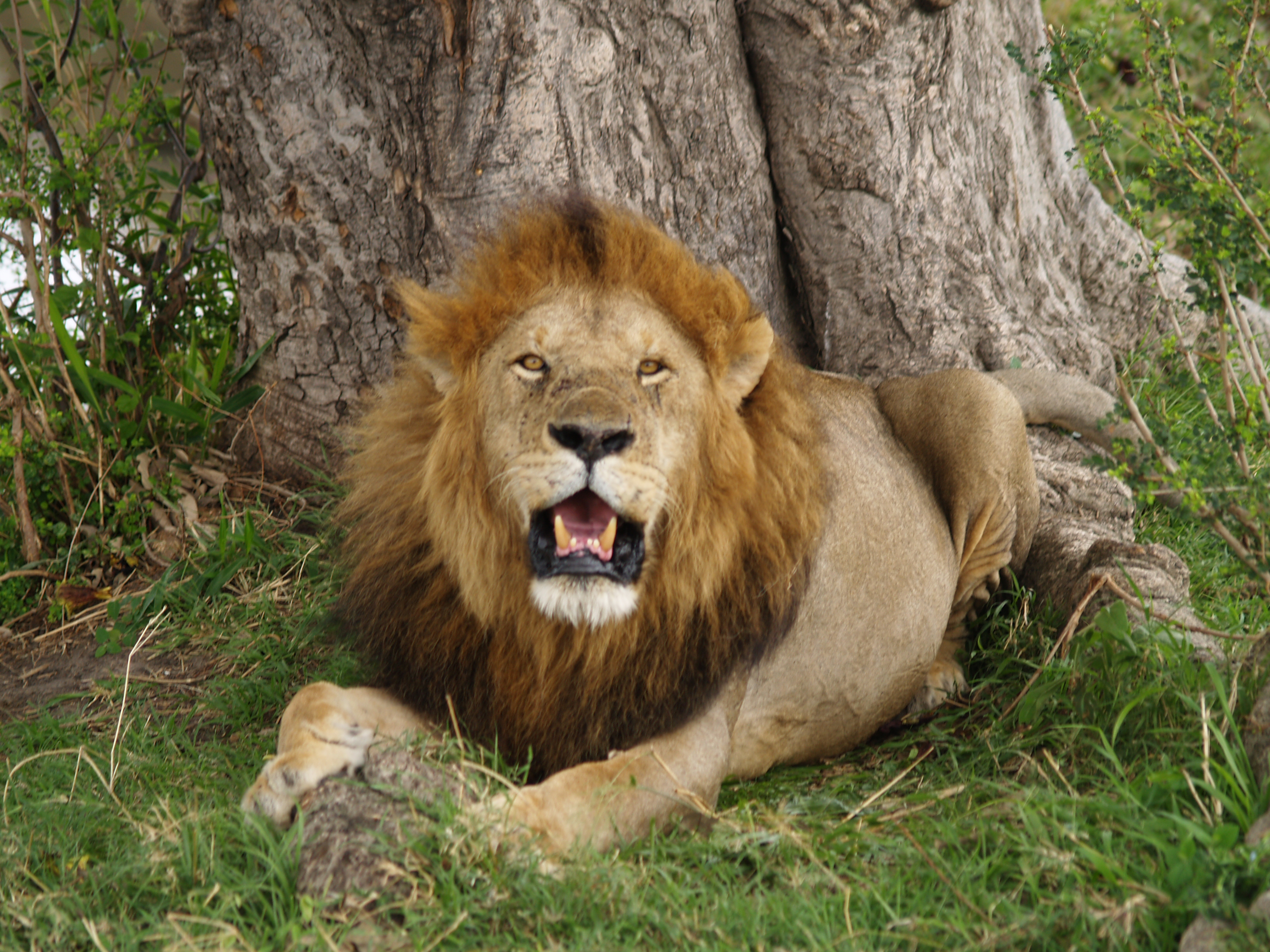
أسد في ماساي مارا ، كينيا

## أنظر أيضا
- قناة موزمبيق
- أفريقيا جنوب الصحراء الكبرى